# Повл Банг-Єнсен
Повл Банг-Єнсен (дан. Povl Bang-Jensen, нар. 6 квітня 1909, Копенгаген, Данія - пом. 26 листопада 1959, Нью-Йорк, США) — дипломат середини XX століття, що був на службі МЗС Данії, а згодом чиновником в ООН.
Банг-Єнсен працював адвокатом з 1934 року. У 1939-1948 роках знаходився на службі в данській дипломатичній місії у Вашингтоні, де він працював радником посла Генрика Кауфманна. Брав безпосередню участь в управлінні посольством і налагодженням відносин зі Сполученими Штатами під час Другої світової війни.
У 1948 році за його участю складена доповідь, у якій він проводить аналіз державної безпеки Данії. У доповіді, зокрема, йдеться про можливу загрозу радянської окупації Данії або насильницьке створення російських військових баз в Данії. У цей період комуністи захопили владу в Чехословаччині, а заворушення у Фінляндії не виключали подібного сценарію у цій країні. Кауфман послав Банг-Єнсена в Данію, щоб представити аналіз прем'єр-міністру Гансу Гедтофту. Згодом Повл Банг-Єнсен виступав з лекціями в антикомуністичних колах, де він представив дещо похмурішу інтерпретацію доповіді.
У 1949-1958 працював чиновником в ООН. У 1956 році служив у Спеціальному П'ятому комітеті в Нью-Йорку, що розлідував події придушення революції в Угорщині в 1956 році. Ним були опитано понад 80 свідків з угорських біженців, які втекли у США від комуністичного режиму. Генеральний секретар ООН Даг Гаммаршельд зажадав від нього список свідків, але Банг-Єнсен відмовився розкрити список, побоюючись, що його отримають комуністичні спецслужби і це загрожуватиме родичам біженців репресіями. Він спалив список на даху будівлі Організації Об'єднаних Націй. Через це був звільнений із займаної посади. Через свою позицію з цього питання став відомим в Угорщині.
У 1959 році Повл Банг-Єнсен знайдений застреленим на лавці у парку Аллей-Понд-Парк в Нью-Йорку. Поруч з ним лежав пістолет, а у кишені знайдена передсмертна записка. Розслідування поліції показало, що це було самогубство. Проте журналісти піддали критиці це розслідування, бо було відомо що Банг-Єнсен був шульгою, а поранення знаходилось з правого боку. Його тіло було спалено і поховано в Данії. Надгробний камінь поміщений в Будапешті у часи повалення комуністичного режиму.